# بارك يي-يون
بارك يي-يون (من مواليد 26 مايو 1989) ، يشار إليها باسم ييني (Yeeun) أو ها: تفيلت (Ha: tfelt) ، هي مغنية وكاتبة أغاني وملحنة كورية جنوبية.  ظهرت لأول مرة في عام 2007 كعضو في فرقة الفتيات الكورية الجنوبية وندر غيرلز. في يوليو 2014 ، ظهرت لأول مرة كفنانة منفردة تحت اسم ها: تفيلت أطلقت مع إصدار أول أسطوانة مطولة لها مي؟ في أوائل عام 2017 ، تفككت فرقة وندر غيرلز رسميًا بسبب انتهاء مدة عقدهم.  بعد ذلك، وقعت يين مع أمبا كولتور لمواصلة مسيرتها الفنية كفنانة منفردة 

## المهنة
في يناير 2007، أنضمت لفرقة وندر غيرلز، وظهرت الفرقة لأول مرة في 10 فبراير 2007، قامت بتأليف أغنيتي "Saying I Love You" و "For Wonderful" وأداها مباشرة في إحدى حفلات وندر غيرلز الأمريكية.   كما قامت بتأليف أغنية "G.N.O (Girl's Night Out)" من ألبومهم الثاني و ألبوم Wonder World.

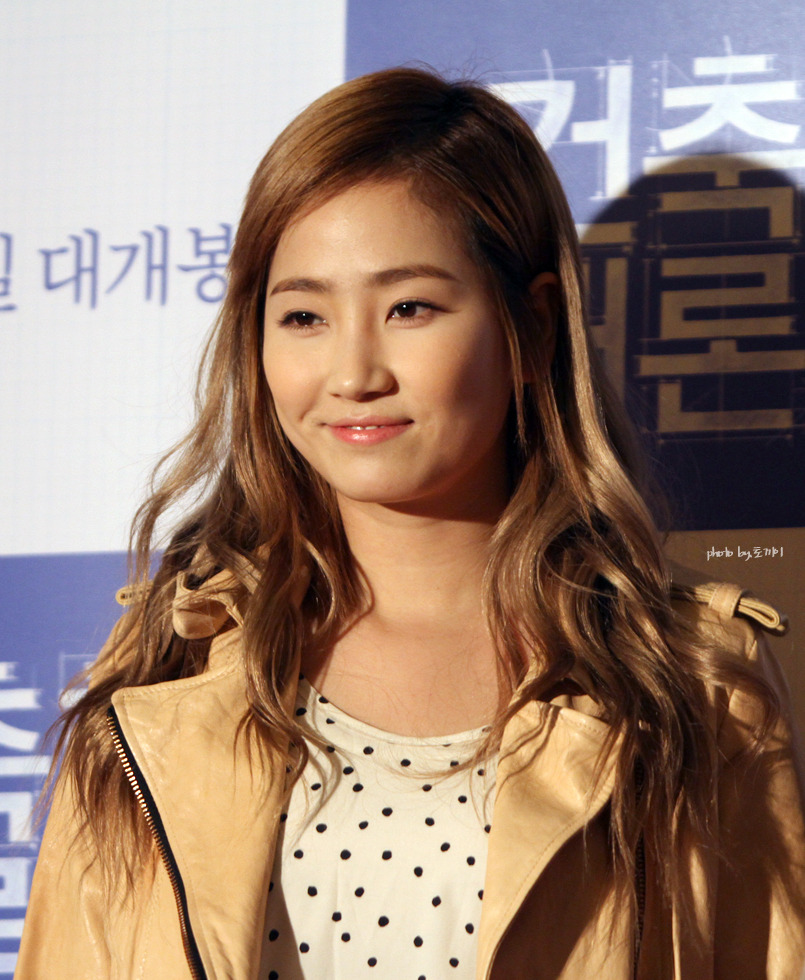

في 26 يناير 2017 ، تم الإعلان عن تفكك وندر غيرلز بعد مفاوضات غير ناجحة لتجديد العقد مع بعض أعضاء الفرفة ، بما في ذلك ييني نفسها ، غادرت وكالة جاي واي بي إنترتينمنت ولم تجدد عقدها، أصدرت الفرقة أغنيتها النهائية "Draw Me" ، التي شاركت ييني في كتابتها ، في 10 فبراير. وكانت الأغنية بمثابة احتفال بالذكرى السنوية العاشرة للفرقة منذ ظهورها لأول مرة.
في أبريل 2017 ، وقعت بارك مع أمبا كولتور ، لتصبح أول فنانة فردية توقع مع الشركة منذ أحد عشر عامًا. 

## الحياة الشخصية
أفادت Sports Dong A ، إحدى وسائل الإعلام الكورية الجنوبية في سبتمبر 2016 ، أن ييني وعضوة تو أي إم جين وون على علاقة غرامية منذ 2014، أصدرت وكالة JYP أيضًا آنذاك بيانًا لتأكيد أخبار المواعدة، 
في 24 أبريل 2017 ، تم الكشف عن أن ييني و جين وون قد انفصلا بعد حوالي أربع سنوات من المواعدة، أكد مصدر من وكالة أمبا كولتور ، الأخبار وقال: "صحيح أنها انفصلت عن جين وون. لا يمكننا الكشف عن سبب الانفصال لأن هذه  حياتها الخاصة ".

## ديسكوغرافيا

### ألبومات أستديو
- 1719 - صدر في 23 أبريل 2020 بواسطة شركة أمبا كولتور.

### أسطوانات مطولة
- مي؟ - صدر في 31 يوليو 2014 بواسطة شركة جاي واي بي إنترتينمنت.

### ألبومات فردية
- ميأني - صدر في 12 أكتوبر 2017 بواسطة شركة أمبا كولتور.

- دياني - صدر في 18 أبريل 2018 بواسطة شركة أمبا كولتور.

### أغاني فردية
- "Ain't Nobody"

- "There Must Be"

- "I Wander"

- "Pluhmm"

- "Happy Now"

- "Satellite"

- "Sweet Sensation"

## فيلموغرافيا

### أفلام
| السنة | العمل              | الدور | ملاحظة |
| ----- | ------------------ | ----- | ------ |
| 2010  | The Last Godfather | نفسها | Cameo  |
| 2012  | The Wonder Girls   | نفسها |        |

### تلفزيون
| السنة | العمل        | القناة | الدور     | ملاحظة |
| ----- | ------------ | ------ | --------- | ------ |
| 2012  | Dream High 2 | KBS    | نفسها     | Cameo  |
| 2013  | Basketball   | tvN    | بونغ سوون |        |

### برنامج متنوع
| السنة | العمل               | القناة    | الدور              | ملاحظة        |
| ----- | ------------------- | --------- | ------------------ | ------------- |
| 2016  | King of Mask Singer | MBC       | متسابقة            | الحلقات 79–80 |
| 2017  | Cross Country       | MBCEvery1 | عضوة في فريق العمل | [ 9 ]         |

### مسرح موسيقي
| السنة     | العمل                | الدور                 | ملاحظة    |
| --------- | -------------------- | --------------------- | --------- |
| 2011–2014 | The Three Musketeers | سيدة كونستانس بوناسيو | دور رئيسي |

## روابط خارجية
- بارك يي-يون على موقع ميوزك برينز (الإنجليزية)
- بارك يي-يون على موقع ديسكوغز (الإنجليزية)
- بارك يي-يون على موقع ديسكوغز (الإنجليزية)